# Lacipa heterosticta
Lacipa heterosticta är en fjärilsart som beskrevs av George Francis Hampson 1910. Lacipa heterosticta ingår i släktet Lacipa och familjen tofsspinnare. Inga underarter finns listade i Catalogue of Life.